# Junkers Ju 390
Lo Junkers Ju 390 era un aereo multiruolo esamotore, ad ala bassa ed impennaggio bideriva, sviluppato dall'azienda aeronautica tedesca Junkers Flugzeug- und Motorenwerke AG nei primi anni quaranta e rimasto allo stadio di prototipo.
Destinato sia al mercato dell'aviazione commerciale, nella versione A da trasporto passeggeri e cargo (A), sia come aereo militare nei ruoli di ricognitore/pattugliatore marittimo (versione B) e bombardiere (versione C) a lungo raggio non riuscì ad essere avviato alla produzione in serie. Costruito in soli due esemplari venne utilizzato dalla Luftwaffe durante la Seconda guerra mondiale.

## Storia del progetto
Durante i primi studi per la realizzazione dello Junkers Ju 290 i progettisti presero in considerazione la possibilità di realizzare un aereo di dimensioni più grandi semplicemente allungando la fusoliera e ingrandendo la sezione alare centrale in modo che fosse possibile aggiungere un motore per ala. In questo modo si sarebbero potuti montare sei motori radiali BMW 801.
Nella primavera del 1942 il progetto venne proposto al Reichsluftfahrtministerium (RLM), in quanto questo emise una richiesta per un velivolo multiruolo che potesse operare sia come trasporto che come bombardiere a lungo raggio. Il nuovo velivolo doveva poter colpire obiettivi posti sulla costa orientale degli Stati Uniti d'America partendo e ritornando da basi situate in Europa.
Il progetto presentato dalla Junkers era in concorrenza con quelli presentati dalla Focke-Wulf, il Ta 400, e dalla Messerschmitt che presentava il suo Me 264. L'RLM fu favorevolmente impressionato dalla semplicità del concetto proposto dalla società ed ordinò la realizzazione di tre prototipi ed ai quali venne assegnata la denominazione ufficiale Ju 390. Il primo prototipo, Ju 390 V1, doveva essere realizzato in configurazione trasporto, il secondo, Ju 390 V2, come ricognitore marittimo mentre il terzo, Ju 390 V3, come bombardiere.
Il progetto del nuovo grande velivolo utilizzava molte componenti del precedente Ju 290 anche se le dimensioni e il peso resero necessari diversi aggiustamenti. Così il carrello di atterraggio pur essendo quello del precedente aeroplano era composto da quattro unità e non da due come sul 290. Le quattro gambe del carrello principale si ritraevano nelle quattro gondole dei motori interni.
Il primo Ju 390 ad essere portato in volo, il prototipo Ju 390 V1, effettuò il suo primo decollo nell'agosto del 1943. Fu seguito dal V2 che effettuò il primo volo nell'ottobre successivo. Il secondo prototipo differiva dal primo per la fusoliera allungata di 2,5 m in modo da poter ospitare un radar di ricerca aria-superficie FuG 200 Hohentwiel. Non veniva trasportato alcun carico bellico mentre l'armamento difensivo era composto da due cannoncini automatici MG 151/20 da 20 mm poste in due torrette dorsali ad azionamento meccanico. Altre due MG 151/20 erano posizionate nella parte anteriore della gondola ventrale e nella postazione di coda. Nella parte posteriore della gondola e in due posizioni laterali erano invece sistemate delle mitragliatrici MG 131 da 13 mm.
Nel gennaio del 1944 il V2 venne consegnato al Fernaufkärungsgruppe 5 di base in Francia per le prime prove in condizioni operative. Tra i vari test si dovrebbe annoverare anche un, discusso, volo nel quale fu raggiunto un punto posto a 20 km al largo di New York. In ogni caso l'impiego operativo dei due prototipi fu piuttosto scarso.
Il terzo prototipo, V3, che doveva essere realizzato come bombardiere non venne mai completato così come il primo esemplare di produzione di serie, Ju 390 A-1.
I progetti dello Ju 390 furono inviati anche in Giappone senza che però ci fossero sviluppi successivi.

## Utilizzatori
Germania
- Luftwaffe